# جيمس أش
جيمس أش (بالإنجليزية: James Ash)‏ هو موسيقي وكاتب أغاني ومنتج أسطوانات بريطاني وأمريكي، ولد في 10 يونيو 1973 في ونزر في المملكة المتحدة.

## وصلات خارجية
- جيمس أش على موقع IMDb (الإنجليزية)
- جيمس أش على موقع ميوزك برينز (الإنجليزية)
- جيمس أش على موقع ديسكوغز (الإنجليزية)